# (112233) Kammerer
(112233) Kammerer – planetoida z pasa głównego asteroid, okrążająca Słońce w ciągu 4,09 lat w średniej odległości 2,56 j.a. Odkrył ją Maik Meyer 16 maja 2002 roku na zdjęciach wykonanych w Obserwatorium Palomar. Nazwa planetoidy pochodzi od Andreasa Kammerera (ur. 1958) – niemieckiego astronoma amatora.